# Henri Arlet
Henri Arlet, né le 19 mai 1922 à Sarlat (Dordogne), est un résistant français connu sous le pseudonyme d'Hubert Arnaux, qui a été membre du maquis Bir-Hakeim, dont le cofondateur était le Commandant Barot. 
Son père, Louis Arlet, a été le maire de Sarlat (1936-1941, 1944-1947, 1953-1959).
Le 10 septembre 1943, à Rosis, alors que les maquisards de Bir-Hakeim (dont Henri Arlet), se sont réfugiés, sous les ordres de Christian de Rauquemarel, dans le presbytère d’une l'église, a lieu ce qu’on appellera ensuite « le combat du hameau de Douch ». Les maquisards, malgré des effectifs plus réduits, opposent une grande résistance aux forces allemandes. Après une heure de combat acharné, Christian de Roquemaurel repère une faille dans l'encerclement arrière du presbytère et ordonne le repli de ses hommes ; ceux-ci sortent par un soupirail et parviennent à s’échapper à travers les bois. Sur quarante-sept combattants, deux sont morts et quatre, dont Henri Arlet, sont faits prisonniers. Ce dernier transporte  sur ses épaules Jacques Sauvegrain, alors grièvement blessé. Celui ci est transféré à l’hôpital de Béziers, avant d’être emmené à Perpignan avec ses trois compagnons, dont Henri Arlet. Les quatre hommes seront interrogés et torturés, avant d'être condamnés à mort au terme d'un « procès ». Henri Arlet  est fusillé à Toulouse à la Prison Saint-Michel (Toulouse) le 9 novembre 1943, à l’âge de 21 ans. Son corps sera retrouvé dans le charnier de Bordelongue en septembre 1944. 
Dans ses Mémoires de guerre, le général Charles de Gaulle parle de l’importance du combat de Douch dans l’histoire de la résistance française. Resteront dans les mémoires l’immense courage, humanisme et esprit de camaraderie d’Henri Arlet, lâchement assassiné avec ses compagnons alors qu’ils étaient jeunes et libres. 